# Andrzej Jezierski
Andrzej Jezierski, född den 28 juli 1980 i Grodków, Polen, är en polsk kanotist.
Han tog bland annat VM-guld i C-4 1000 meter i samband med sprintvärldsmästerskapen i kanotsport 2002 i Sevilla.